# Homoneura lemniscata
Homoneura lemniscata är en tvåvingeart som beskrevs av Kim 1994. Homoneura lemniscata ingår i släktet Homoneura och familjen lövflugor. Inga underarter finns listade i Catalogue of Life.